# Florianópolis

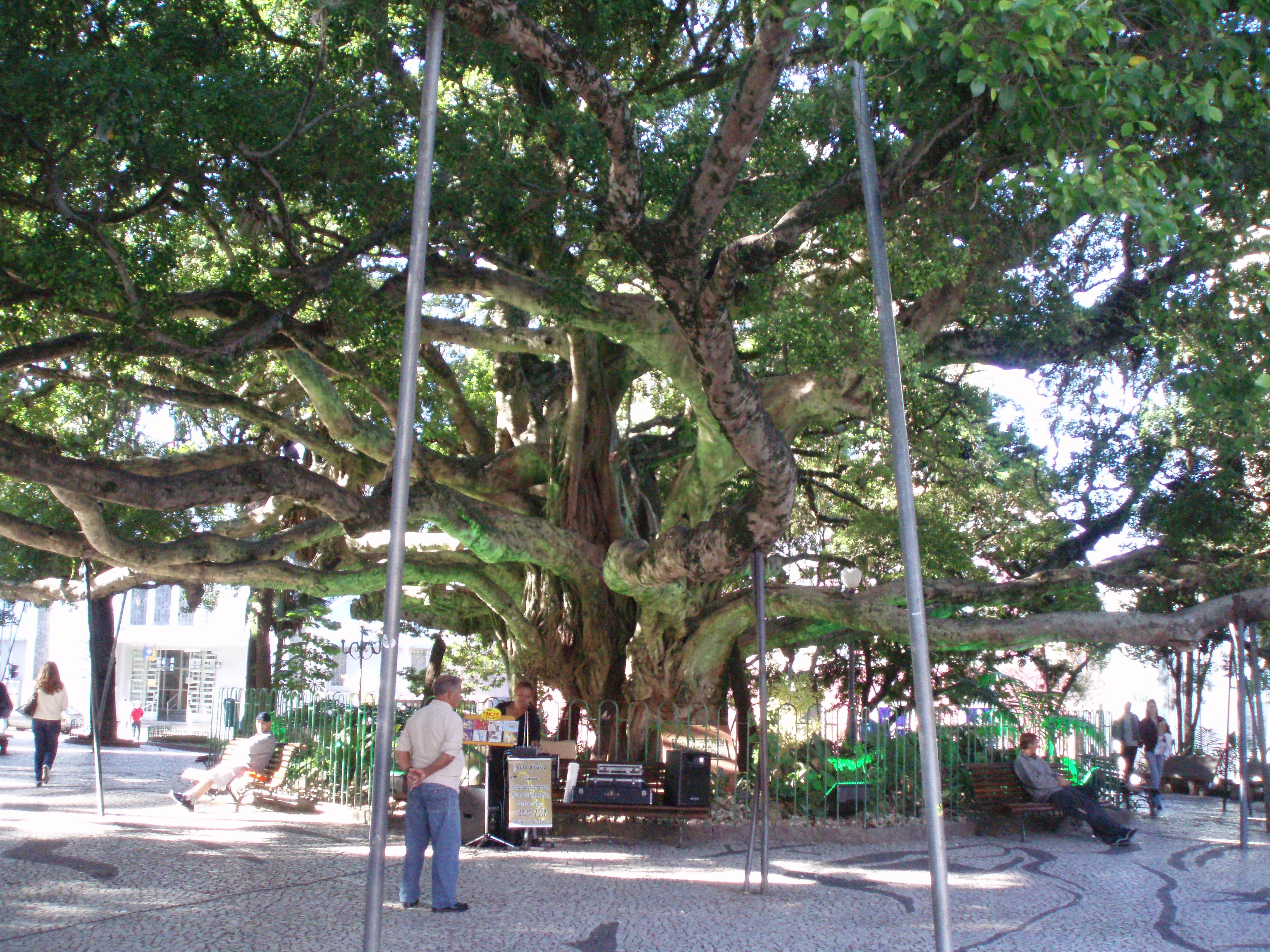
Le ficus centenaire de la place centrale de Florianópolis.

Florianópolis est une ville brésilienne, capitale de l'État de Santa Catarina depuis 1823, située sur l'île de Santa Catarina. Florianópolis est une destination touristique renommée du sud du Brésil, notamment en raison de ses nombreuses plages. Il s'agit de l'une des villes brésiliennes les plus réputées pour sa qualité de vie parmi les capitales d'État du Brésil, notamment au regard du développement humain et de la sécurité. Florianópolis est l'un des centres économiques de la région Sud avec Curitiba, Porto Alegre et Joinville. Bien qu'étant la capitale de l'État de Santa Catarina, il ne s'agit que de la deuxième ville pour ce qui est de la population, après Joinville.

## Histoire
Habitée avant la colonisation par les indiens Tupi-Guarani, puis par quelques déserteurs d'expéditions maritimes, la ville fut fondée vers 1675 par Francisco Dias Velho, sous le nom de Nossa Senhora do Desterro (littéralement « Notre-Dame de l'Exil » en français, allusion à la sainte patronne de la localité), initiant ainsi l'occupation de l'île.
Le 23 mars 1726, la colonie est élevée au rang de vila. Ce ne fut qu'à partir de 1747 que Florianópolis connut sa première vague importante d'immigration. Entre 1747 et 1756, environ 5 000 Portugais originaires de l'archipel des Açores vinrent s'installer sur l'île et sur le littoral de l'État. De nombreux villages de pêcheurs de l'île portent encore la mémoire de cette immigration.
De la deuxième moitié du XVIIIe siècle jusqu'à la fin du XIXe, la ville participa activement à la chasse à la baleine. En 1823, lors de l'indépendance, la ville devient capitale de la province de Santa Catarina, ce qui inaugure une période de prospérité, sous l'impulsion d'investissements du pouvoir fédéral. La vie politique se modernise et les activités culturelles se développent, notamment sous l'effet de la visite de l'empereur Pierre II en 1845.
Le nom de Florianópolis lui a été donné en 1894 en hommage au maréchal Floriano Peixoto.

## Autres noms de la ville
Le premier nom donné à la ville fut « Meiembipe », nom donné par les indiens Carijós qui vivaient là avant la colonisation européenne. Avec l'arrivée de Francisco Dias Velho, une colonie prend le nom de « Nossa Senhora do Desterro », ou simplement « Desterro ». Après la défaite des troupes fédéralistes pendant la Révolution fédéraliste (1893-1895), elle devient définitivement « Florianópolis », selon le nom Floriano Peixoto, chef de l'État et premier dictateur brésilien. La ville est également dénommée populairement « Floripa ».

## Géographie
La municipalité de Florianópolis, qui comprend une partie continentale et une partie insulaire, recouvre 433 km2 pour une population de 421 203 habitants en novembre 2010, selon les estimations de l'IBGE. La majeure partie de la population de la municipalité se concentre autour du détroit séparant l'île du continent, dans le district du centre. La municipalité regroupe au total 12 districts. Elle est également le centre de la région métropolitaine de Florianópolis et de la microrégion de Florianópolis, dans la mésorégion du Grand Florianópolis

### Relief
L'île de Santa Catarina possède une forme allongée et étroite, avec une longueur totale de 54 km et une largeur moyenne de 18 km. Son littoral, assez découpé, présente de nombreux anses, pointes, îles, baies et lacs. L'île est située parallèlement au continent, dont elle est séparée par un canal étroit. Son relief est formé de pointes montagneuses discontinues, dont l'altitude varie entre 400 et 532 m. Le point le plus haut de l'île est le morro do Ribeirão, avec 532 mètres d'altitude. Parallèlement aux reliefs, on trouve des espaces de plaines, en direction de l'est et vers le nord-ouest de l'île. Dans sa partie est, la côte présente de nombreuses dunes de sable formées sous l'action des vents.

### Climat
Florianópolis présente un climat subtropical humide, c'est-à-dire des caractéristiques climatiques inhérentes au littoral sud du Brésil. Les saisons sont marquées, avec un hiver et un été bien définis, des saisons intermédiaires aux caractéristiques semblables. La moyenne des températures maximales des mois chauds varie entre 26 °C et 31 °C et la moyenne des minimales des mois froids entre 7,5 °C et 12 °C. La température annuelle moyenne tourne autour de 24 °C. La température la plus basse enregistrée dans la ville fut de 0 °C et la plus haute de 39 °C. Les gelées sont rares mais elles peuvent arriver sporadiquement pendant l'hiver. Du fait de la proximité de la mer, l'humidité relative de l'air est d'environ 80 % en moyenne. Les précipitations sont significatives et bien réparties tout au long de l'année. Les précipitations annuelles moyennes pour la période 1911-1984 furent de 1 521 mm. Il n'y a pas de saison sèche, l'été présentant généralement la plus grande pluviométrie. Des précipitations importantes ont lieu de janvier à mars, avec une moyenne de 160 mm mensuels. D'avril à décembre, on constate peu de variations, avec une moyenne de 100 mm par mois. Les valeurs les plus basses sont constatées de juin à août.
| Mois                              | jan.  | fév.  | mars  | avril | mai  | juin | jui. | août | sep.  | oct. | nov.  | déc.  | année   |
| --------------------------------- | ----- | ----- | ----- | ----- | ---- | ---- | ---- | ---- | ----- | ---- | ----- | ----- | ------- |
| Température minimale moyenne (°C) | 21,4  | 21,8  | 20,7  | 18,3  | 15,6 | 13,4 | 13,3 | 14   | 15,1  | 16,9 | 18,6  | 20,3  | 17,4    |
| Température moyenne (°C)          | 24,3  | 24,7  | 23,7  | 21,4  | 18,5 | 16,7 | 16,3 | 16,9 | 17,5  | 19,6 | 21,5  | 22,5  | 20,3    |
| Température maximale moyenne (°C) | 28    | 28,4  | 27,5  | 25,4  | 23   | 20,9 | 20,4 | 20,7 | 21,2  | 22,9 | 24,8  | 26,6  | 24,1    |
| Précipitations (mm)               | 176,2 | 197,7 | 186,3 | 96,6  | 76,9 | 75,2 | 94,6 | 92,5 | 126,8 | 126  | 129,1 | 146,2 | 1 544,2 |

### Démographie
L'aire urbaine de Florianópolis est constituée des municipalités de Florianópolis, São José, Palhoça et Biguaçu qui forment un noyau urbain continu. La conurbation de ces quatre municipalités regroupe environ 800 000 habitants, selon les estimations de l'IBGE.
La majeure partie de la population de la ville se concentre dans le district du Centre.
La population de la ville est d'origines diverses, principalement d'ascendance européenne, notamment portugaise à la suite d'une importante immigration en provenance des Açores au XVIIIe siècle. On trouve également de nombreux descendants d'Allemands et d'Italiens, qui arrivèrent dans la ville vers le début du XXe siècle, en provenance des colonies de l'intérieur de l'État de Santa Catarina.
La ville accueille tous les ans près de 10 000 nouveaux habitants, en plus de doubler tous les ans sa population lors de la saison estivale.

### Division administrative
La municipalité de Florianópolis est divisée en 12 districts.

## Tourisme

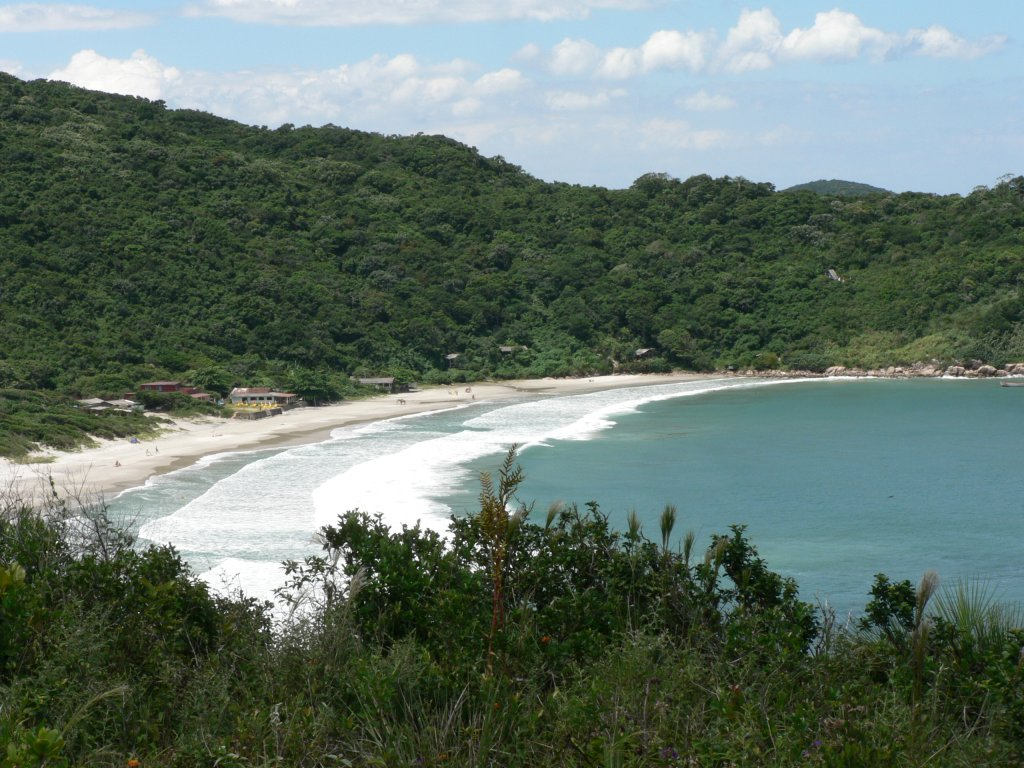
La plage des naufragés.

- Destination touristique majeure au Brésil, l'île de Santa Catarina est principalement connue pour ses nombreuses plages très prisées des surfeurs.

- On peut également y faire des randonnées dans l'une des dernières régions recouvertes par la forêt atlantique (mata atlântica) qui couvrait à l'origine la quasi-totalité du littoral brésilien du Nordeste à la région Sud.

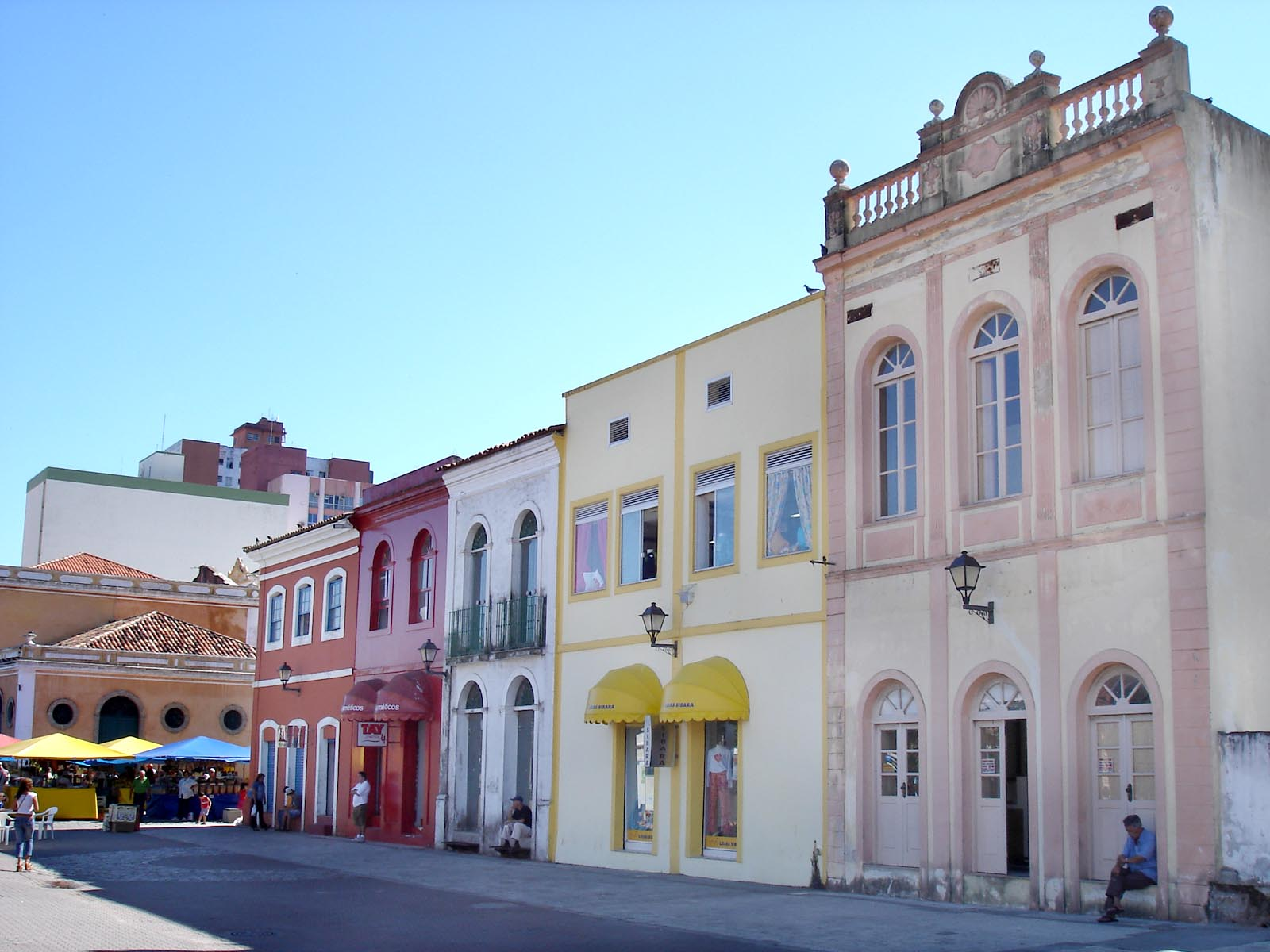
Architecture traditionnelle dans le centre historique.

- Dans la ville même, on peut notamment admirer :
  - le palais Cruz e Sousa, ancienne résidence du gouverneur de l'État, abrite aujourd'hui un musée ;
  - le pont suspendu Hercílio-Luz, qui relie l'île au continent, construit entre 1922 et 1926 ;
  - le marché public ;
  - la cathédrale métropolitaine ;
  - la place Quinze de Novembro et son figuier centenaire.

- Sur l'île de Santa Catarina, la municipalité compte plusieurs localités ayant su préserver leur côté pittoresque dans un style datant de l'époque de la colonisation açorienne de la région, comme Santo Antônio de Lisboa et Ribeirão da Ilha.

On y trouve également diverses forteresses, construites entre 1740 et 1744, par le brigadier José da Silva Paes, qui commandaient les accès nord et sud de la baie située entre l'île et le continent.

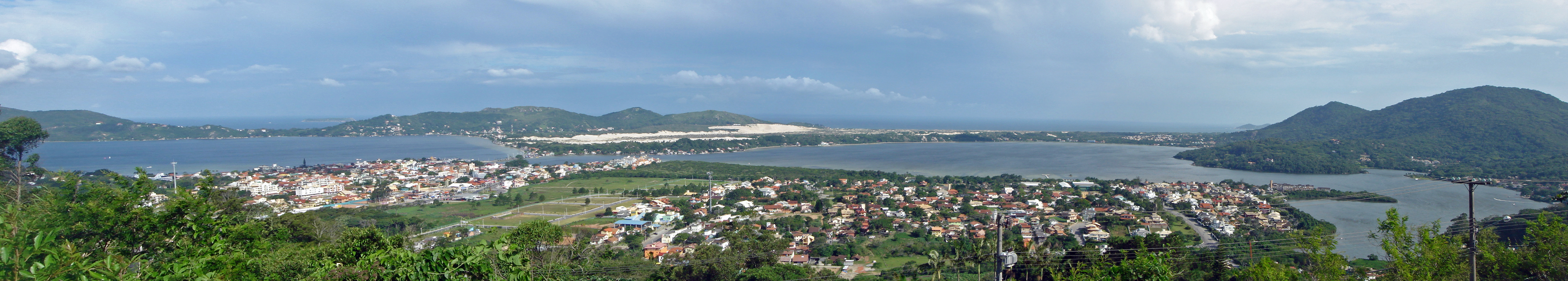
La lagoa da Conceição en vue semi-panoramique, depuis le Morro das Sete Voltas. À droite, au sud, la lagoa de Dentro, à gauche, au nord, la lagoa de Fora. Au loin, l'océan Atlantique.

## Culture
La ville compte deux théâtres principaux, le Teatro Ademir Rosa et le Teatro Álvaro de Carvalho, ainsi que plusieurs salles mineures.
Parmi les musées de la ville, on peut citer le musée Victor Meirelles, situé dans la maison où vivait le peintre et la galerie d'art de la fondation culturelle Badesc, situés au centre-ville. Au centre culturel CIC, on peut également visiter le musée d'Art de Santa Catarina, le musée de l'image et du son et l'espace Lindolf Bell. Dans le palais Cruz e Sousa est installé le musée de historique de Santa Catarina. Au fort de Sant'Anna, à côté du pont Hercílio-Luz se situe le musée militaire Major Lara Ribas. Enfin, le musée universitaire est situé dans le quartier d'Agrônomica sur le campus de l'université fédérale de Santa Catarina.

## Enseignement supérieur
La ville compte plusieurs universités, parmi lesquelles :
- UFSC, Université Fédérale de Santa Catarina, une des plus renommées du pays ;
- UDESC, Université de l'État de Santa Catarina ;
- UNISUL, Université du Sud de Santa Catarina.

## Personnalités célèbres de Florianópolis
- Liberata, femme brésilienne esclavagisée, célèbre pour le procès intentée à son maître
- Gustavo Kuerten, joueur de tennis, triple champion de Roland Garros et n°1 mondial
- Pedro Barros, skateur brésilien, médaillé d'argent olympique et champion du monde
- Fernando Scherer, nageur brésilien, médaillé de bronze olympique et champion du monde
- Rudnei, footbaleur brésilien
- Guilherme Siqueira, footbaleur brésilien
- William Pottker, footbaleur brésilien
- Fabiana Beltrame, rameur brésilien, champion du monde
- Alessandra Ambrosio, mannequin
- Bianca Costa, chanteuse brésilienne de Bossa trap

## Sports

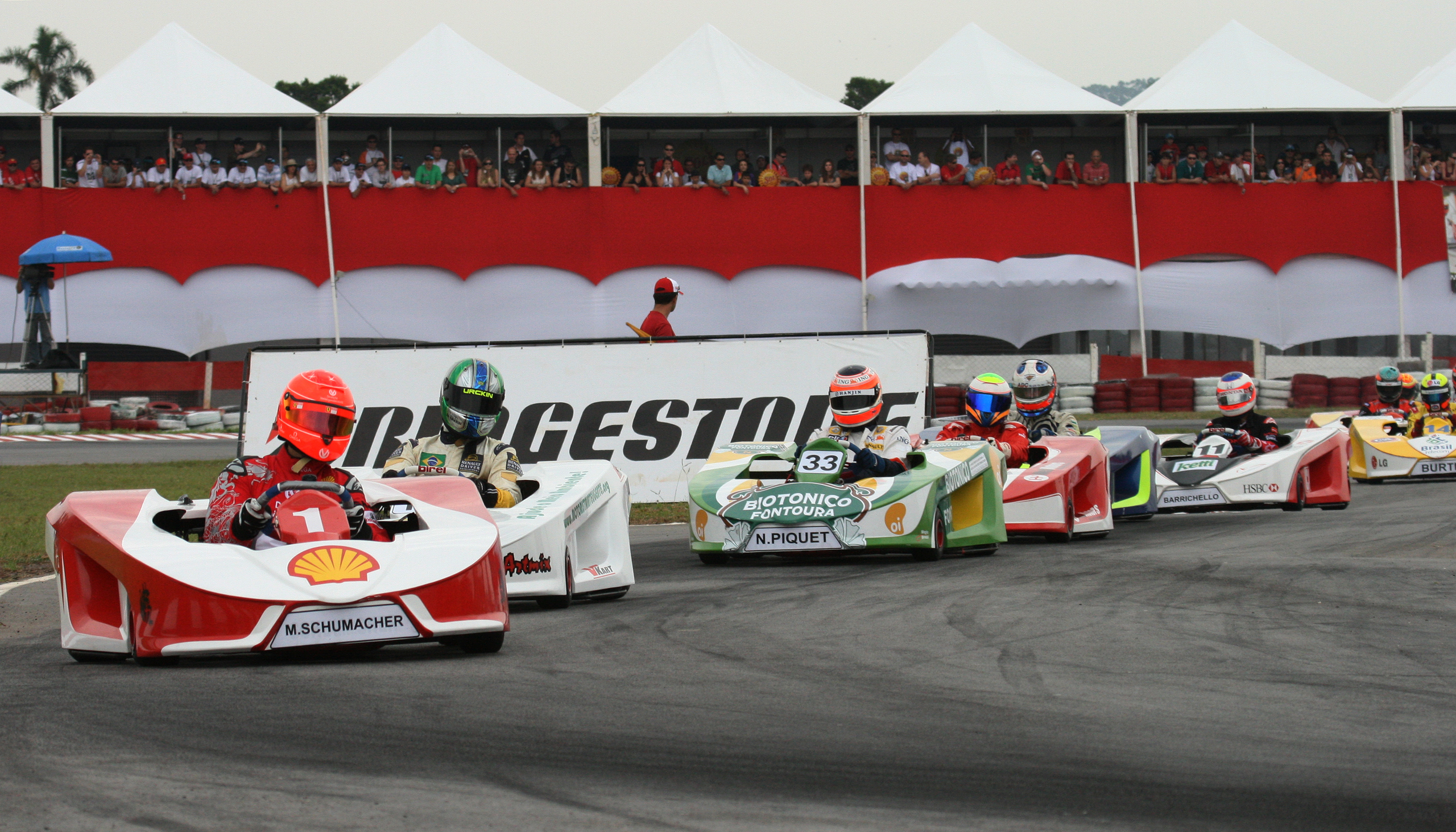
Michael Schumacher, en tête, au Desafio Internacional das Estrelas 2007. Massa est quatrième, entre Nelson Angelo Piquet et Felipe Giaffone.

La ville comporte deux principaux clubs de football, le Figueirense Futebol Clube et Avaí Futebol Clube, évoluant entre les deux premières divisions nationales.
Florianópolis accueille également l'un des clubs majeurs brésiliens de volley-ball, le Cimed Florianópolis, champion du Brésil en 2006, 2008 et 2009, ainsi que l'un des principaux clubs brésiliens de rugby à XV, le Desterro Rugby Clube, champion du Brésil en 1996, 2000 et 2005.
Le Desafio Internacional das Estrelas, aussi nommé International Challenge of the Stars, est une compétition de karting créée par Felipe Massa en 2005 à Bauru et qui se déroule depuis 2006 sur le Kartódromo dos Ingleses de Florianópolis. La première édition est remportée par le Brésilien Daniel Serra, tandis que Felipe Massa remporte la seconde édition, en 2006. Cette compétition accueille chaque année des grands noms de la Formule 1,. Michael Schumacher en est le vainqueur en 2007 et en 2009, Rubens Barrichello gagne en 2008, Lucas di Grassi s'impose en 2010 et Jaime Alguersuari en 2011,,,. L'épreuve n'est pas organisée en 2012 afin de modifier son calendrier : au lieu de se dérouler en fin d'année, courant novembre ou décembre, l'événement se tient désormais en janvier. En 2013, le Français Jules Bianchi s'impose puis, en 2014, cède son titre à l'Italien Vitantonio Liuzzi,.